# Sithathor
Sithathor (fl. XIX secolo a.C.) è stata una principessa egizia della XII dinastia. Il suo nome significa Figlia di Hathor.

## Sepoltura
Fu probabilmente una figlia del grande faraone Sesostri III (1879 a.C. - 1846 a.C./1836 a.C.), anche se è possibile che ne fosse invece una sorella, figlia di Sesostri II. È conosciuta solamente grazie alla sua sepoltura a Dahshur.
Accanto alla piramide di Sesostri III furono scoperte gallerie sotterranee, impiegate come tombe per le donne della famiglia reale. Molte delle sepolture erano già state depredate, ad eccezione di due cofanetti pieni di gioielli, sfuggiti all'attenzione dei ladri. Furono soprannominati primo e secondo tesoro di Dahshur. Il primo tesoro fu scoperto il 6 marzo 1894 dall'archeologo francese Jacques de Morgan: al lavoro presso l'angolo nord-occidentale della piramide Sesostri III, portò alla luce un pozzo verticale che conduceva a due gallerie, nelle quali furono ritrovati i preziosi reperti. La proprietaria risultò essere la principessa Sithathor, infatti alcuni amuleti a forma di scarabei ne recano il nome. Inoltre si rinvenne un pettorale con il cartiglio di Sesostri II, suo nonno (oppure suo padre) - ritenuto uno dei capolavori dell'oreficeria egizia. Altri pezzi del tesoro sono bracciali e conchiglie d'oro, uno specchio e alcuni vasetti di pietra pregiata.